# Церква святого Івана Сучавського (Мигове)
Це́рква свято́го Іва́на Суча́вського — православний (ПЦУ) храм у селі Миговому Вижницького району Чернівецької області, пам'ятка дерев'яного сакрального зодчества початку XX століття.
Побудована в 1905 році на місці старого храму, який був заснований ще в 1873 році. На місці старої церкви зараз встановлено хрест.
Новий храм побудований в типовому гуцульському стилі, у формі хреста з трьома куполами. Після реставрації в 2009 році, про походження деревяного храму нагадують лише зруби зі свіжої деревини. Все інше покрито блискучою металевою бляхою. Храм є діючим, і навіть у рядянські часи храм залишався діючим.

## Джерело-посилання
- Церква Іоанна Сучавського, Мигово на
- Ще дві громади Буковини перейшли до Православної Церкви України